# Hewanorra International Airport
Hewanorra Internation Airport is een luchthaven in het kwartier Vieux Fort op het eiland Saint Lucia. De luchthaven is de grootste van de twee op het eiland en wordt beheerd door de Saint Lucia Air and Seaports Authority (SLASPA). De luchthaven ligt in het zuiden van het eiland, 53 kilometer van de hoofdstad Castries. 
Per jaar ontvangt Hewanorra 500.000 passagiers en heeft de capaciteit en middelen voor het ontvangen van de Boeing 747, de Airbus A330, de Airbus A340, de Boeing 777 en vele andere lange afstandsvliegtuigen. Het kleinere vliegveld, George F. L. Charles Airport, 2 kilometer van Castries, behandelt voornamelijk de vluchten binnen het Caraïbisch gebied die worden uitgevoerd met propeller- en turboprop-vliegtuigen. 

## Bestemmingen
| Vliegmaatschappij    | Bestemming                                        |
| -------------------- | ------------------------------------------------- |
| Air Canada           | Montréal (seizoensgebonden)                       |
| Air Canada Rouge     | Toronto                                           |
| American Airlines    | Charlotte, Miami, Philadelphia (seizoensgebonden) |
| British Airways      | Grenada, London Gatwick, Port of Spain            |
| Delta Air Lines      | Atlanta                                           |
| JetBlue Airways      | New York JFK, Boston (seizoensgebonden)           |
| Sunwing Airlines     | Toronto, Montréal (seizoensgebonden)              |
| Thomas Cook Airlines | Manchester (seizoensgebonden)                     |
| United Airlines      | Newark, Chicago (seizoensgebonden)                |
| Virgin Atlantic      | London Gatwick                                    |
| WestJet              | Toronto                                           |